# Horastrea indica
Horastrea indica là một loài san hô trong họ Siderastreidae. Loài này được Pichon mô tả khoa học năm 1971.